# Nola chauna
Nola chauna är en fjärilsart som beskrevs av Dyar 1914. Nola chauna ingår i släktet Nola och familjen trågspinnare. Inga underarter finns listade i Catalogue of Life.